# Atletica leggera ai XVII Giochi del Mediterraneo - Lancio del giavellotto femminile
Le gare di atletica leggera nella specialità del lancio del giavellotto femminile si sono tenute il 28 giugno 2013 al Nevin Yanıt Atletizm Kompleksi di Mersin.

## Calendario
Fuso orario EET (UTC+3).
| Data      | Ora   | Turno  |
| --------- | ----- | ------ |
| 28 giugno | 19:35 | Finale |

## Risultati
Le 7 atlete partecipanti disputano direttamente la finale, con un totale di sei lanci a disposizione per ciascuna. Il migliore dei sei lanci viene registrato come risultato finale.

### Finale
| Pos | Atleta           | Paese    | 1º    | 2º    | 3º    | 4º    | 5º    | 6º    | Risultato | Note |
| --- | ---------------- | -------- | ----- | ----- | ----- | ----- | ----- | ----- | --------- | ---- |
|     | Martina Ratej    | Slovenia | 59,15 | X     | X     | X     | X     | 60,28 | 60,28     |      |
|     | Tatjana Jelača   | Serbia   | 56,40 | 55,70 | 57,88 | 57,70 | 53,00 | 57,81 | 57,88     |      |
|     | Nora Bicet       | Spagna   | 52,54 | 52,26 | 55,80 | 55,59 | 57,44 | 57,65 | 57,65     |      |
| 4   | Mathilde Andraud | Francia  | 52,20 | X     | X     | X     | X     | X     | 52,20     |      |
| 5   | Berivan Şakır    | Turchia  | 45,54 | 49,35 | 49,70 | X     | X     | 49,70 | 49,70     |      |
| 6   | Eva Vivod        | Slovenia | 46,72 | 48,56 | 49,44 | 46,66 | 48,83 | X     | 49,44     |      |
| 7   | Eda Tuğsuz       | Turchia  | X     | 44,60 | X     | 44,37 | 47,82 | 48,87 | 48,87     |      |